# Auburn (Wyoming)
Auburn é uma Região censo-designada localizada no estado norte-americano de Wyoming, no Condado de Lincoln.

## Demografia
Segundo o censo norte-americano de 2000, a sua população era de 276 habitantes.

## Geografia
De acordo com o United States Census Bureau tem uma área de 
5,6 km², dos quais 5,6 km² cobertos por terra e 0,0 km² cobertos por água. Auburn localiza-se a aproximadamente 1845 m acima do nível do mar.

## Localidades na vizinhança
O diagrama seguinte representa as localidades num raio de 44 km ao redor de Auburn. 